# L'anatroccolo invisibile
L'anatroccolo invisibile (The Vanishing Duck) è un film del 1958 diretto da William Hanna e Joseph Barbera. È il centododicesimo cortometraggio della serie Tom & Jerry, distribuito dalla Metro Goldwyn Mayer il 2 maggio 1958, ed è l'ultima apparizione di Quacker. Oggi, per un errore, in copertine, menù e sottotitoli viene citato come Un'amica pennuta, appartenente invece al corto Fine Feathered Friend.

## Trama
George regala Quacker alla moglie Joan per il suo compleanno. In seguito i due escono a cena, lasciando l'anatroccolo in casa con Tom, il quale tenta di mangiarlo. Quacker riesce a sfuggirgli e, dopo aver chiesto aiuto a Jerry, viene nuovamente catturato da Tom. Il topo però fa inciampare Tom, che cade, mentre Quacker viene proiettato in un contenitore di crema in grado di rendere invisibile chiunque se la spalmi. Diventato invisibile, l'anatroccolo invita Jerry a servirsi della crema per vendicarsi di Tom. Il topo e Quacker, dopo aver fatto una serie di scherzi a Tom, lo buttano fuori casa, per poi togliersi la crema e tornare visibili. Tom però vede da una finestra quello che è successo e, servitosi anch'egli della crema diventando invisibile, inizia a inseguire Jerry e Quacker picchiandoli con una paletta.

## Edizione italiana
Fino ai primi anni 2000 il cortometraggio veniva trasmesso su Rai 2 con il doppiaggio storico con Elio Pandolfi che prestava la voce all'anatroccolo Quacker. Successivamente il corto fu nuovamente doppiato e re-intitolato Tom e l'anatroccolo per le edizioni DVD, e in anni recenti è stata trasmesso l'audio del secondo doppiaggio sul vecchio master televisivo, che aveva il logo MGM degli anni '60 con la trasmissione su Italia 1 ed il titolo di Un'amica pennuta.